# Eurhadina xantha
Eurhadina xantha är en insektsart som beskrevs av Irena Dworakowska 2002. Eurhadina xantha ingår i släktet Eurhadina och familjen dvärgstritar. Inga underarter finns listade i Catalogue of Life.